# Al di là della ragione
Al di là della ragione (Beyond Reason) è un film del 1977 diretto da Telly Savalas.
È un film drammatico statunitense con Telly Savalas e Diana Muldaur.

## Trama
Dopo aver assistito al suicidio di uno dei suoi pazienti, e con grande dispiacere della amorevole moglie Elaine, lo psichiatra Nicolas Mati, professionista molto rispettato nel suo campo, subisce un trauma molto profondo e comincia ad avere dubbi sulla sua sanità mentale.

## Produzione
Il film, diretto e sceneggiato di Telly Savalas, fu prodotto da Howard W. Koch per la Allwyn Pictures. Il titolo di pre-distribuzione fu Mati.

## Distribuzione
Il film fu distribuito con il titolo Beyond Reason negli Stati Uniti nel 1977 dalla Goldfarb Distribution. È stato distribuito anche in Finlandia con il titolo Alaston väkivalta e in Italia con il titolo Al di là della ragione.

## Curiosità
Ha debuttato l'attrice Debra Feuer in una piccola parte con il nome di Debbie Feuer.